# شونسوكي يويدا
شونسوكي يويدا (باليابانية: 植田 峻佑) (مواليد 4 أبريل 1988)، هو لاعب كرة قدم ياباني سابق كان يلعب كحارس مرمى.

## وصلات خارجية
- شونسوكي يويدا على موقع رابطة كرة القدم اليابانية للمحترفين (اليابانية)
- شونسوكي يويدا على موقع قاعدة بيانات كرة القدم.إي يو (الإنجليزية)
- شونسوكي يويدا على موقع Soccerway.com (الإنجليزية)